# Sachsenburg
Sachsenburg là một thị xã ở huyện Spittal an der Drau bang Carinthia, Áo. Đô thị này có diện tích km², dân số thời điểm 31 tháng 12 năm 2005 là người.